# Herz aus Glas (Film)
Herz aus Glas ist ein Film von Werner Herzog (Regie und Produktion) aus dem Jahr 1976. Die Hauptfigur Hias basiert auf dem legendären bayrischen Propheten Mühlhiasl.

## Handlung
In Herz aus Glas erzählt Werner Herzog die Geschichte eines kleinen abgelegenen bayerischen Dorfes im 19. Jahrhundert, dessen Wirtschaft und Gemeinschaft von der Glasproduktion abhängt und vom wirtschaftlichen und spirituellen Niedergang gezeichnet ist. Im Zentrum steht die Glasmanufaktur, die für ihre Herstellung eines mystischen rubinroten Glases berühmt ist. Nach dem Tod des Glasbläsermeisters Mehlbeck verliert die Manufaktur das Geheimnis zur Herstellung des wertvollen „Rubinglases“, was die Dorfbewohner in eine existenzielle Krise stürzt. Das Dorf fällt schrittweise in Chaos und Verzweiflung. 
Die Dorfbewohner versuchen, das Rezept zu rekonstruieren, doch ihr Unterfangen scheitert an Gier, Wahnsinn und zunehmender Desorientierung. Gleichzeitig tritt der vom Glashüttenbesitzer engagierte Hias, ein mystischer Seher, in den Vordergrund. Er prophezeit den Niedergang des Dorfes und die Zerstörung seiner Gemeinschaft, die Schrecken im Europa des 20. Jahrhunderts und hat apokalyptische Visionen von der Zerstörung der gesamten Welt. Seine Träume und Visionen durchziehen die Handlung und verstärken die surrealistische und fatalistische Stimmung des Films.
Der Film verbindet eine surreale Atmosphäre mit hypnotischen Bildern, setzt auf Improvisation, um die Isolation und Verzweiflung der Dorfbewohner darzustellen und schließt mit einer visionären, symbolträchtigen Szene, in der der Seher Hias eine Gruppe von Männern sieht, die auf einem Felsen im Meer gestrandet sind. Sie versuchen verzweifelt, eine neue Heimat zu finden, und symbolisieren den Verlust von Hoffnung und Orientierung. Der apokalyptische Ton des Films und die tragische Entwicklung der Dorfgemeinschaft lassen wenig Raum für Optimismus, sondern betonen vielmehr die Absurdität und Zerbrechlichkeit menschlicher Existenz.

## Hintergrund
Während der Dreharbeiten spielten, dem Regisseur zufolge, die Darsteller viele Szenen unter Hypnose, mit der Ausnahme von Hias und den professionellen Glasbläsern. Die angeblich hypnotisierten Schauspieler treten auf eine sehr seltsame Weise auf und geben ihren Figuren neben dem Spielen eine seltene Stilisierung, ein Mittel Herzogs, um dem Film eine metaphysische, entrückte und tranceartige Atmosphäre zu verleihen. Viele der mysteriösen Dialoge des Films wurden demnach von den Schauspielern unter Hypnose improvisiert. Herzog verbindet historische und allegorische Motive, um Themen wie Zivilisationskritik, spirituellen Verfall und den Verlust von Wissen zu erforschen. Am Ende des Films wird Hias in einer Vision gezeigt, wie er mit einer Gruppe von Männern versucht, einen Felsen im Meer zu besiedeln – ein Symbol für die verzweifelte Suche nach neuer Hoffnung.
Die Drehorte befanden sich hauptsächlich in Bayern, unweit Herzogs Heimat. Andere kurze Landschaftsaufnahmen wurden an verschiedensten Stellen der Welt gedreht, die Herzog vorher bereist hatte, wie z. B. der Yellowstone National Park in den Vereinigten Staaten und die Skellig Islands in Irland.
Herz aus Glas feierte seine Premiere in Westdeutschland am 17. Dezember 1976.
Herzog hat im Film wie andere Produktionsmitglieder einen Kurzauftritt als einer der Männer, die eine Ladung Rubinglas zum Fluss tragen.

## Kritiken
- Lexikon des internationalen Films: „Ein Film von suggestiver Schönheit, in Stationen gegliedert, mit irritierenden Zeitverschiebungen und (dem Regisseur zufolge) hypnotisierten Darstellern. Die prophetisch-visionäre Dimension des Films erfährt eine Entsprechung in der stimmungsvollen Bildmalerei, die oftmals schon fast ans Kultische grenzt.“[3]
- Im März 2011 nahm Roger Ebert den Film in seine Liste der Great Movies auf.[4]
- Gilles Deleuze schreibt in seinem zweiten Kino-Buch Das Zeit-Bild: „Gerade in diesem Film hat Herzog die großartigsten Kristall-Bilder in der Geschichte des Films entwickelt.“[5]

## Auszeichnungen
- 1977: Deutscher Filmpreis in Gold für Jörg Schmidt-Reitwein (Kamera) (Preishöhe 250.000 DM)